# Силенти, Вира
Вира Силенти (итал. Vira Silenti) (16 апреля 1931, Неаполь — 1 ноября 2014, Рим) — итальянская актриса.

## Биография
Настоящие имя и фамилия — Эльвира Джовине.
Училась в Академии танца в Риме / «Allieva dell’Accademia» под руководством хореографа Ии Руской / Jia Ruskaja.
Дебютировала в возрасте 11-ти лет в фильме режиссёра Николы Манзаро «Ночь после оперы / Una notte dopo l’opera» (малышка Мимми, 1942). Играла детей и подростков в фильмах 1940-х годов.
В 1953 году исполнила роль Гизеллы в фильме итальянского режиссёра Федерико Феллини «Маменькины сынки».
Снималась в кино до 1969 года. В 1970-е — 1980-е годы играла в телесериалах. Занималась дублированием и озвучиванием фильмов.
После длительного перерыва появилась в эпизоде фильме «На краю лезвия» (1994).
Умерла 1 ноября 2014 года в Риме.

## Фильмография
- Una notte dopo l’opera (1942)
- Dagli Appennini alle Ande (1943)
- In cerca di felicità (1944)
- Vietato ai minorenni (1944)
- Montecassino (1946)
- Tempesta d’anime (1947)
- Ultimo amore (1947)
- Preludio d’amore (1947)
- Il fiacre n° 13 (1948)
- Totò cerca moglie (1950)
- Tototarzan (1950)
- Romanzo d’amore (1950)
- Menzogna (1952)
- Bellezze in moto-scooter (1952)
- La nemica (1952)
- La storia del fornaretto di Venezia (1952)
- Lasciateci in pace (1953)
- Маменькины сынки (1953)
- La Gioconda (1953)
- Francois il contrabbandiere (1953)
- Canzone appassionata (1953)
- Casa Ricordi (1954)
- Lo que nunca muere (1954)
- Domenica è sempre domenica (1958)
- Vacanze d’inverno (1959)
- Il figlio del corsaro rosso (1959)
- Maciste nella Valle dei Re (1960)
- Maciste nella terra dei Ciclopi (1961)
- Giuseppe venduto dai fratelli (1961)
- Maciste all’inferno (1962)
- La bella addormentata (1963)
- Il ponte dei sospiri (1964)
- Col cuore in gola (1967)
- Commando suicida (1968)